# Droga 1 (Estonia)
Droga krajowa nr 1, nazywana także drogą Tallinn–Narwa (est. Tallinna–Narva maantee, põhimaantee nr 1) – droga krajowa o długości 212,3 km, przebiegająca przez prowincje: Harjumaa, Virumaa Zachodnia i Virumaa Wschodnia. Łączy stolicę kraju, Tallinn z Narwą i granicą estońsko-rosyjską. Droga nr 1 jest fragmentem trasy europejskiej E20. 

## Ważniejsze miejscowości leżące przy 1
- Tallinn
- Rakvere
- Kohtla-Järve
- Jõhvi
- Sillamäe
- Narva